# Попрелка
Попрелка е село в Южна България. То се намира в община Смолян, Област Смолян.

## География
Село Попрелка се намира в планински район.

## Легенда
Тук е живяла Руфинка (Руфие Чакалова), възпята в популярната родопска песен „Руфинка болна легнала“.